# 1594
1594 (MDXCIV) byl rok, který dle gregoriánského kalendáře započal sobotou.

## Události
- 14. července kněží Jednoty bratrské urgují vydání šestého dílu Bible kralické. Šestý, poslední díl vyšel ještě téhož roku.
- Jakub Krčín z Jelčan a Sedlčan založil rybník Rožmberk, proslulý dodnes svými kapry

### Probíhající události
- 1562–1598 – Hugenotské války
- 1568–1648 – Osmdesátiletá válka
- 1568–1648 – Nizozemská revoluce
- 1585–1604 – Anglo-španělská válka
- 1589–1594 – Obléhání Paříže
- 1590–1600 – Povstání Jang Jing-lunga
- 1592–1598 – Imdžinská válka
- 1593–1606 – Dlouhá turecká válka

## Narození
Česko
- 17. prosince – Albrecht Jan Smiřický, český šlechtic († 18. listopadu 1618)
- ? – Vratislav Eusebius z Pernštejna, moravský šlechtic († 26. července 1631)

Svět
- 24. ledna – Pierre de Marca, francouzský biskup, historik a právník († 29. června 1662)
- 19. února – Jindřich Frederik Stuart, nejstarší syn skotského krále Jakuba VI. Stuarta († 6. listopadu 1612)
- 29. května – Gottfried Heinrich Pappenheim, císařský polní maršál († 17. listopadu 1632)
- 9. prosince – Gustav II. Adolf, švédský král († 16. listopadu 1632)
- červen – Nicolas Poussin, francouzský malíř († 19. listopadu 1665)

## Úmrtí
Česko
- 6. ledna – Lazar Ercker ze Schreckenfelsu, nejvyšší hormistr království Českého (* 1528)

Svět
- 2. února – Giovanni Pierluigi da Palestrina, italský hudební skladatel a varhaník
- 30. května – Valentín Balaša, uherský renesanční básník (* 20. září 1554)
- 31. května – Tintoretto, italský malíř (* 29. září 1518)
- 14. června – Orlando di Lasso, vlámský hudební skladatel
- 5. srpna – Eleonora Habsburská, dcera císaře Ferdinanda I. Habsburského (* 2. listopadu 1534)
- 15. srpna – pohřben Thomas Kyd, anglický dramatik (pokřtěn 16. listopadu 1558)
- 18. srpna – Johann Caspar Neubeck, vídeňský biskup (* 1545)
- 2. prosince – Gerhard Mercator, vlámský kartograf, autor prvního mapového atlasu na světě. (* 5. březen 1512)
- ? – Hurtado Pérez, jezuitský teolog a první rektor Jezuitské koleje v Olomouci (* 1526)
- ? – William Painter, anglický renesanční spisovatel (* 1540)

## Hlavy států
- České království – Rudolf II.
- Svatá říše římská – Rudolf II.
- Papež – Klement VIII.
- Anglické království – Alžběta I.
- Francouzské království – Jindřich IV.
- Polské království – Zikmund III. Vasa
- Uherské království – Rudolf II.
- Osmanská říše – Murad III.
- Perská říše – Abbás I. Veliký